# Luanping
Luanping, även romaniserat Lwanping, är ett härad som lyder under Chengde i Hebei-provinsen i norra Kina.